# 阿旺根敦

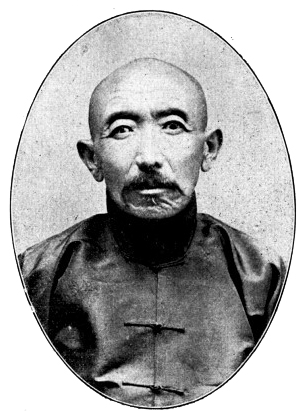
《民国之精华》中的阿旺根敦照片

阿旺根敦（藏語：ངག་དབང་དགེ་འདུན་，威利转写：ngag dbang dge 'dun；1850年代1859年?—1917年8月18日），藏族，字云亭，西藏工布人，藏传佛教格鲁派喇嘛，汉藏语翻译，中华民国政治人物。

## 生平
阿旺根敦早年学习汉语文。中年时，曾充西藏逹赖喇嘛翻译（《民国之精华》作“西藏商务翻译员”）。光绪三十四年（1908年），被驻藏大臣奏派驻京师任唐古忒学堂翻译。
中华民国成立后，他于民国二年（1913年）任第一届国会众议院议员，后任京师逹赖庙诺们罕达喇嘛，约法会议议员。1916年，第一届国会第二期常会开幕，他继续担任众议院议员。
1917年8月18日，阿旺根敦在北京因病圆寂。
阿旺根敦圆寂后，西藏旅京同乡会呈请蒙藏院给与抚恤，经蒙藏院呈请大总统袁世凯获准。西藏旅京同乡会在致蒙藏院呈中称，
西藏旅京同乡会详陈已故驻京达喇嘛阿旺根敦故及生前实事请酌抚恤事致蒙藏院呈

民国六年（1917年）八月二十五日

……

窃兹有西藏拣派驻京唐古忒学翻译诺们罕名号逹赖庙逹赖喇嘛阿旺根敦，于本月十八日在京因病身故，业由印务处详报在案。伏思该员在藏充当仔仲有年，递次升补汉务翻译官，办理西藏汉番、洋务、边防各事甚为出力，毫无遗误。于前清光绪三十三年八月内，由藏奏派来京，奉旨驻京当差。自到京以来，迄今十年之久，办理各差及逹赖喇嘛在京诸务，均为出力。民国成立，首赞共和，于二年五月内被举为众议院议员，对于西藏时局甚为焦灼，多方劝导，常宣中央德意，每以解决为怀。况该员功绩昭昭，在人耳目，会员等何忍缄默，谨将在京病故并生前大概实事略具详报，应如何酌予抚恤之处，祇候钧裁。为此谨呈蒙藏院。

中华民国六年八月二十五日（二史馆藏蒙藏院档案）
蒙藏院在致大总统呈中称，
蒙藏院为阿旺根敦病故拟请优予抚恤事致大总统呈

民国六年（1917年）九月四日

呈为西藏喇嘛阿旺根敦病故，拟请优予抚恤事：

窃据西藏旅京同乡会呈称：兹有西藏拣派驻京唐古忒学翻译诺们罕名号逹赖喇嘛庙达喇嘛阿旺根敦，于本月十八日在京因病身故，业由喇嘛印务处呈报在案。伏思该员在藏当差有年，荐升汉务翻译官，办理西藏汉番、洋务、边防各事甚为出力。前清光绪三十三年八月内，由藏奏派来京，奉旨驻京当差。自到京以来，迄今十年之久,办理各差及逹赖喇嘛在京诸务，毫无遗误。民国成立，首赞共和。二年五月被举为众议院议员，对于西藏时局甚为焦灼，多方劝导，常宣中央德意，每以解决为怀。该员功绩昭昭，在人耳目，会员等何忍缄默，谨将在京病故并生前大概实事略具呈报，应如何酌予抚恤之处，祇候钧裁。

兹据该会呈称前情，该达喇嘛阿旺根敦以西藏喇嘛曾充众议院议员，代表藏人首赞共和，洵属有功民国。此次在京病故，殊堪悼惜，所有待遇似应与寻常喇嘛不同，拟请援照前案，从优给银二百元，以示抚恤。如蒙俯允，即请令交财政部查照。是否有当，理合具文呈请钧鉴示遵。谨呈大总统。（二史馆藏蒙藏院档案）
大总统收到蒙藏院呈文后，发布了大总统指令，内称，
大总统为准予阿旺根敦优恤事致蒙藏院指令 

民国六年（1917年）九月七日

大总统指令第1422 号令

蒙藏院总裁贡桑诺尔布呈驻京西藏喇嘛阿旺根敦病故，请援案从优给恤银二百元由。呈悉，准如所拟给恤，交财政部查照。

此令。

中华民国六年九月七日（二史馆藏蒙藏院档案）